# Ralf Christoffers
Ralf Christoffers, né le 8 octobre 1956 à Rostock, est un homme politique allemand membre de Die Linke. Il est ministre de l'Économie du Land de Brandebourg entre 2009 et 2014.

## Biographie

### Des débuts d'ouvrier
Il entreprend une formation d'ouvrier métallurgiste dans les chantiers navals en 1973 et l'achève trois ans plus tard. Il exerce alors son métier jusqu'en 1981. En 1983, il est admis à l'école d'enseignement supérieur du Parti socialiste unifié d'Allemagne (SED) pour une durée de trois ans.

### De la faculté à la vie politique
Il devient ensuite professeur des universités de philosophie. Il adhère au Parti du socialisme démocratique (PDS), successeur du SED, en 1990.
L'année suivante, il est recruté comme assistant de recherche au Landtag du Brandebourg et quitte la faculté en 1992. À l'occasion des élections régionales de 1994, il parvient à se faire élire député.

### Ascension
Il est choisi en 2001 comme président de la fédération du PDS dans le Brandebourg. En 2007, il rejoint naturellement Die Linke, exerçant les fonctions de vice-président du groupe parlementaire, ainsi que de président de la commission des Finances du Landtag.

### Ministre de l'Économie
Ralf Christoffers est nommé ministre de l'Économie et des Affaires européennes du Brandebourg le 6 novembre 2009, dans le gouvernement de coalition rouge-rouge du ministre-président social-démocrate Matthias Platzeck. Il quitte l'exécutif à l'issue de son mandat, le 5 novembre 2014 ; le portefeuille de l'Économie revient au social-démocrate Albrecht Gerber et celui des Affaires européennes à Helmuth Markov, de la Linke.